# Cendres de vengeance
Pour plus de détails, voir Fiche technique et Distribution.
Cendres de vengeance (titre original : Ashes of Vengeance) est un film muet américain de Frank Lloyd, sorti en 1923.

## Synopsis
Lorsque la reine mère Catherine de Médicis lance une violente répression contre les protestants huguenots, le comte de la Roche, après un duel avec le huguenot Rupert de Vrieac duquel il ressort vainqueur, épargne la vie de son ennemi, et l'asservit dans son château. 
Rupert tombe amoureux de Yolande, la sœur du comte, et se rend compte que son rival pour la main de la belle Yolande n'est autre que le méprisable Duc de Tours, un tortionnaire notoire des huguenots.

## Fiche technique
- Titre original : Ashes of Vengeance
- Titre français : Cendres de vengeance
- Réalisation : Frank Lloyd
- Scénario : Frank Lloyd, d'après une histoire de H.B. Somerville
- Directeurs de la photographie : Tony Gaudio
- Costumes : Walter J. Israel, Clare West
- Producteur : Norma Talmadge , Joseph M. Schenck
- Société de Production : Norma Talmadge Film Corporation
- Durée : 111 minutes
- Pays de production :  États-Unis
- Langue : Anglais
- Couleur : Noir et Blanc
- Format : 1,33 : 1
- Son : Muet
- Date de sortie : 
  - États-Unis : 6 août 1923

## Distribution

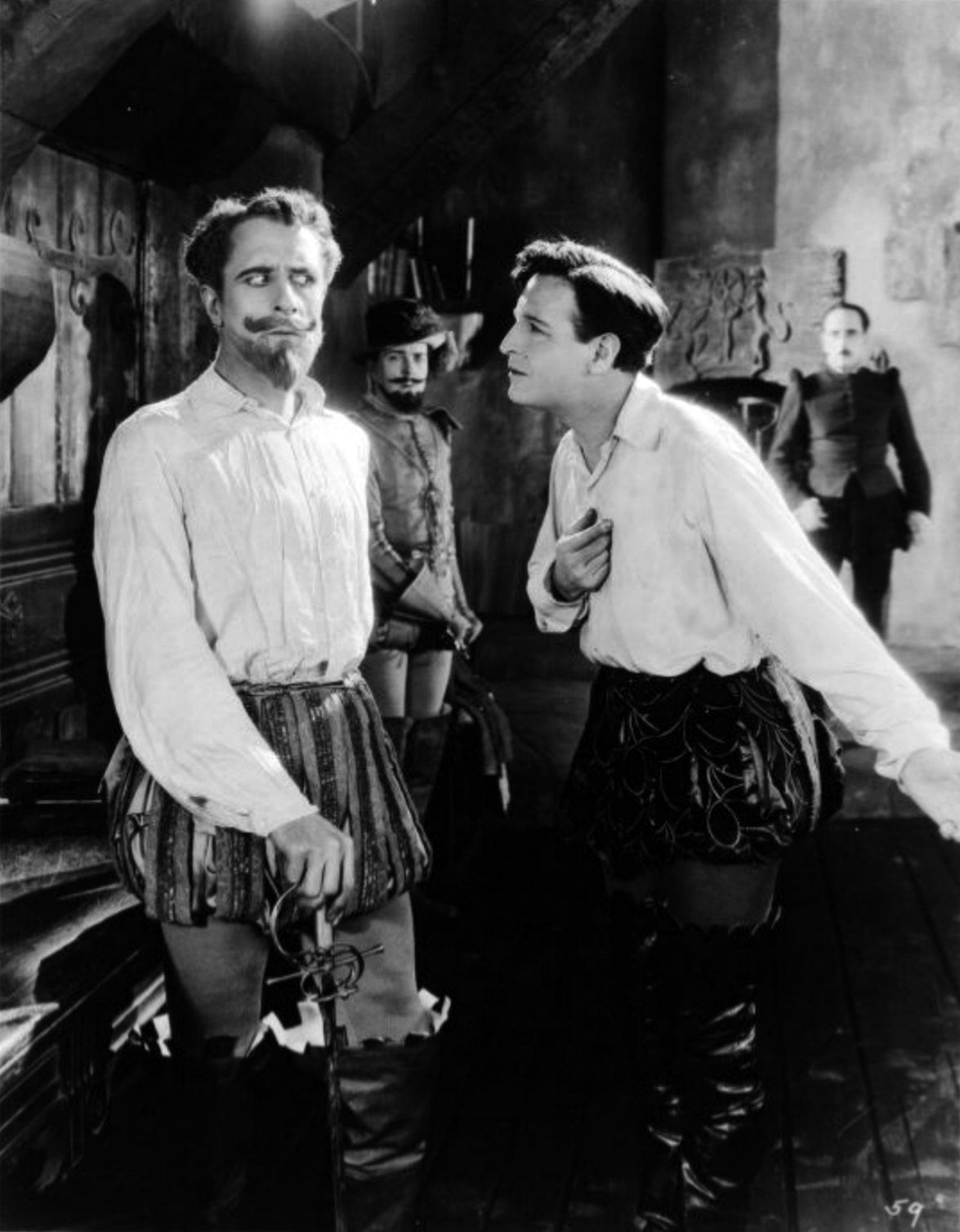
Boyd Irwin et Conway Tearle dans une scène du film.

- Norma Talmadge : Yolande de Breux
- Conway Tearle : Rupert de Vrieac
- Wallace Beery : Duc de Tours
- Josephine Crowell : Catherine de Médicis
- Betty Francisco : Margot de Vancoire
- Claire McDowell : la tante de Margot
- Courtenay Foote : Comte de la Roche
- James Cooley : Paul
- Andre de Beranger : Charles IX
- Boyd Irwin : Duc de Guise
- Winter Hall : l'évêque
- William Clifford : André
- Murdock MacQuarrie : Carlotte
- Carmen Phillips : Marie
- Hector V. Sarno : Gallon